# Maksar, Hama
Maksar, Hama (tiếng Ả Rập: المكسر) là một ngôi làng Syria nằm ở Al-Suqaylabiyah Nahiyah ở huyện Al-Suqaylabiyah, Hama. Theo Cục Thống kê Trung ương Syria (CBS), Maksar, Hama có dân số 113 trong cuộc điều tra dân số năm 2004.